# 市岡パラダイス

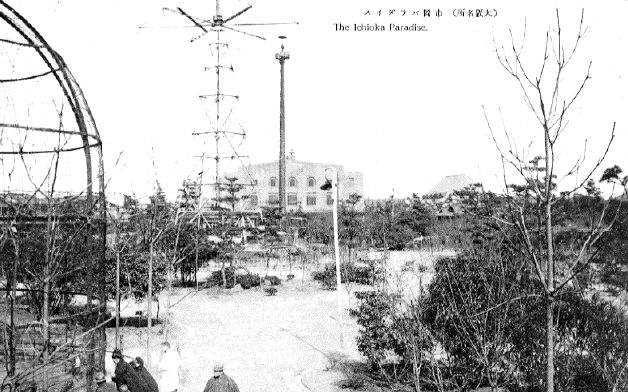
市岡パラダイス（大阪市立図書館所蔵 大阪名所絵はがき帳より）

市岡パラダイス（いちおか-）は、かつて大阪府大阪市港区西市岡町2丁目（現在の弁天3丁目・磯路3丁目・夕凪1丁目の各一部）にあった大娯楽施設である。

## 概要
20世紀初頭、大阪築港の造成に伴って大阪市電が最初に通った現在の港区域では、区の西部が安治川土地会社、中部が市岡土地会社、東部が地主の和田家（辰巳屋）を主体に開発が進められていた。
大大阪時代の1925年（大正14年）に市岡土地会社によってオープンした市岡パラダイスには、ロサンゼルスのミリオンダラーシアター (en) を参考に設計された大劇場（桂座）、野外劇場、大浴場（千人風呂）、活動写真館、アイススケート場（北極館）、明光館、文化座、魔宮殿、遊園地、動物園があった。北極館は日本初の屋内スケートリンクである。
また、当時東洋一の高さであった30mの飛行塔があった。園内の池には5色のイルミネーションで照らされた人工の滝が流れていた。
その後、この施設は1930年（昭和5年）に閉鎖された。大浴場のみ営業を続けていたが、1934年（昭和9年）の室戸台風で高潮被害を受け、そのまま閉鎖となった。